# Bodtjärnen (Anundsjö socken, Ångermanland, 703741-160847)
Bodtjärnen är en sjö i Örnsköldsviks kommun i Ångermanland och ingår i Nätraåns huvudavrinningsområde.